# Shi Jialuo
Shi Jialuo (chiń. 施嘉洛; ur. 25 stycznia 1993 w Jinjiang) – chiński florecista, srebrny medalista mistrzostw świata.
Podczas mistrzostw świata w Kazaniu w 2014 roku Chińczycy w składzie: Chen Haiwei, Lei Sheng, Ma Jianfei i Shi Jialuo zdobyli srebrny medal w zawodach drużynowych. Był też między innymi czwarty drużynowo i ósmy indywidualnie na mistrzostwach świata w Antalyi w 2009 roku.
Wystartował na igrzyskach olimpijskich w Rio de Janeiro w 2016 roku, zajmując piąte miejsce drużynowo.
Ponadto zdobył brąz drużynowo na igrzyskach azjatyckich w Dżakarcie w 2018 roku.